# تشاتهام (نيوهامشير)
تشاتهام (بالإنجليزية: Chatham, New Hampshire)‏ هي بلدة نيو إنجلاند تقع في الولايات المتحدة في Carroll County. يقدر عدد سكانها بـ 337 نسمة ومساحتها 148.2 كم2وترتفع عن سطح البحر 159 متر.